# Gran Premio de Alabama

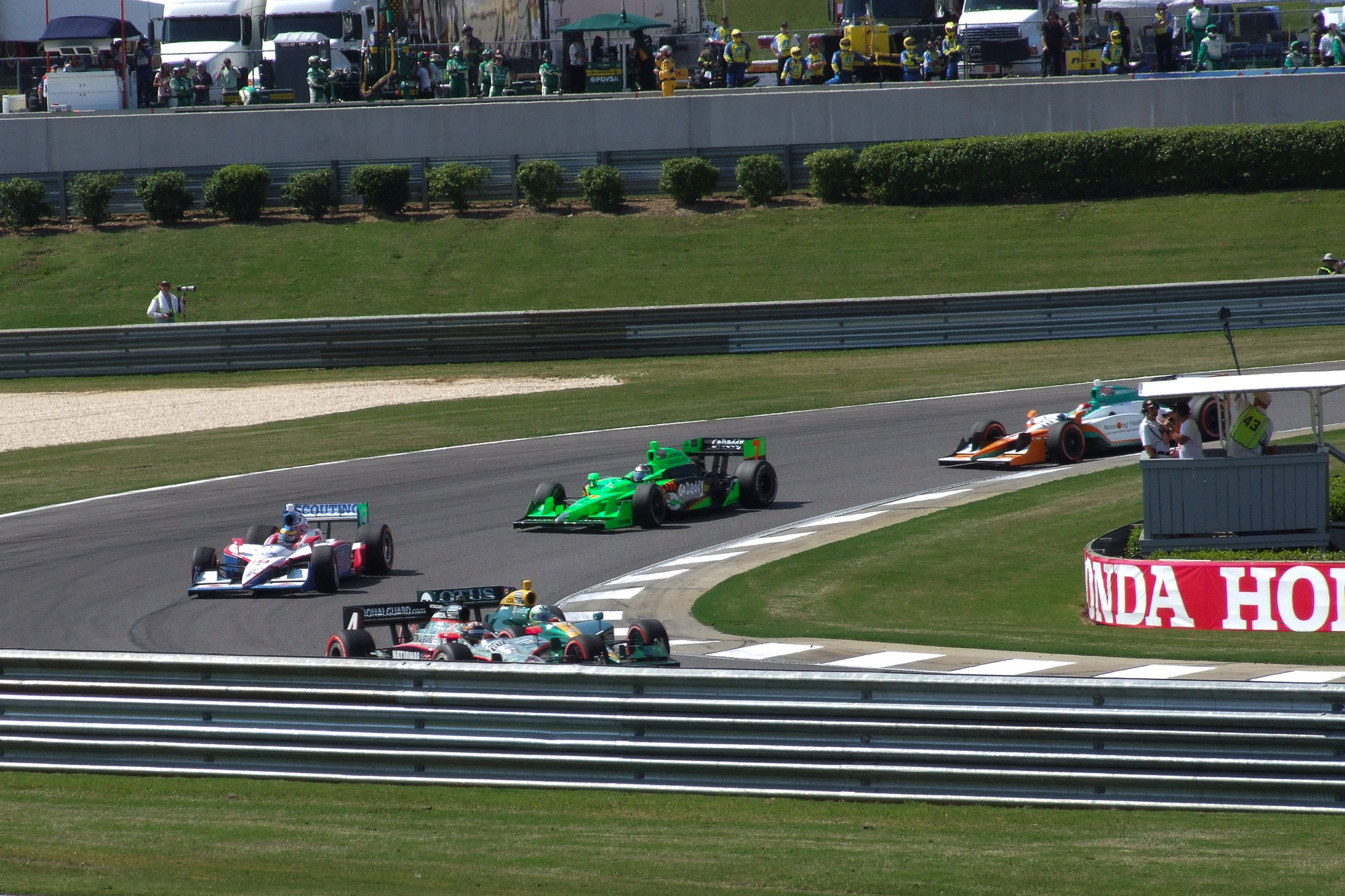
Gran Premio de Alabama de 2011.

El Gran Premio de Alabama, oficialmente Indy Grand Prix of Alabama, es una carrera de la IndyCar Series que se lleva a cabo en el Barber Motorsports Park, un circuito en Birmingham, Alabama, Estados Unidos. Anunciado oficialmente en julio de 2009, el evento inaugural tuvo lugar el fin de semana del 9 al 11 de abril de 2010. El evento está bajo la dirección del grupo local Zoom Motorsports.

## Historia
Tener una carrera de IRL en Barber se convirtió en una posibilidad en 2007 cuando la serie tuvo una sesión de pruebas en las instalaciones el 12 de octubre de 2007. La prueba también serviría para evaluar la pista como un sitio potencial para una carrera a partir de la temporada 2009. En julio de 2008, IRL reveló su calendario de 2009 con nuevas carreras en Long Beach y Toronto, pero no en Barber. Sin embargo, los funcionarios locales indicaron que Barber estaba siendo seriamente considerado para una fecha de 2010.
Debido al éxito de la sesión de prueba en 2007, Barber fue seleccionado para una nueva sesión de pruebas de tres días en marzo de 2009. Los funcionarios confiaban en que la pista recibiría una carrera de IndyCar en el futuro debido al deseo de IRL de expandirse hacia el sur, así como a la ubicación de una planta de Honda en las cercanías de Lincoln, siendo Honda un proveedor oficial de motores de IRL.
La oportunidad de continuar con el evento llegó después de que se suspendiera el Gran Premio de Detroit. Inicialmente, Zoom Motorsports buscaba que la carrera de Detroit se trasladara a Alabama para la temporada 2009; sin embargo, la categoría decidió en febrero de 2009 no reemplazar el evento en su calendario. Con una fecha disponible para 2010, Birmingham hizo su lanzamiento a los funcionarios de IRL.

## Resultados
| Año  | Fecha          | Piloto                                | Equipo                                | Chasis                                | Motor                                 | Distancia de carrera                  | Distancia de carrera                  | Tiempo de carrera                     | Velocidad promedio (mph)              | Ref.   |
| Año  | Fecha          | Piloto                                | Equipo                                | Chasis                                | Motor                                 | Vueltas                               | Millas (km)                           | Tiempo de carrera                     | Velocidad promedio (mph)              | Ref.   |
| ---- | -------------- | ------------------------------------- | ------------------------------------- | ------------------------------------- | ------------------------------------- | ------------------------------------- | ------------------------------------- | ------------------------------------- | ------------------------------------- | ------ |
| 2010 | 11 de abril    | Hélio Castroneves                     | Team Penske                           | Dallara                               | Honda                                 | 90                                    | 214.2 (344.721)                       | 1:56:41                               | 106.436                               | [ 10 ] |
| 2011 | 10 de abril    | Will Power                            | Team Penske                           | Dallara                               | Honda                                 | 90                                    | 214.2 (344.721)                       | 2:14:43                               | 92.194                                | [ 11 ] |
| 2012 | 1 de abril     | Will Power                            | Team Penske                           | Dallara                               | Chevrolet                             | 90                                    | 214.2 (344.721)                       | 2:01:40                               | 102.081                               | [ 12 ] |
| 2013 | 7 de abril     | Ryan Hunter-Reay                      | Andretti Autosport                    | Dallara                               | Chevrolet                             | 90                                    | 214.2 (344.721)                       | 1:52:05                               | 110.818                               | [ 12 ] |
| 2014 | 27 de abril    | Ryan Hunter-Reay                      | Andretti Autosport                    | Dallara                               | Honda                                 | 69*                                   | 164.2 (264.286)                       | 1:40:43                               | 94.537                                | [ 13 ] |
| 2015 | 26 de abril    | Josef Newgarden                       | CFH Racing                            | Dallara                               | Chevrolet                             | 90                                    | 214.2 (344.721)                       | 1:55:53                               | 107.176                               | [ 14 ] |
| 2016 | 24 abril       | Simon Pagenaud                        | Team Penske                           | Dallara                               | Chevrolet                             | 90                                    | 214.2 (344.721)                       | 1:48:42                               | 114.254                               | [ 15 ] |
| 2017 | 23 de abril    | Josef Newgarden                       | Team Penske                           | Dallara                               | Chevrolet                             | 90                                    | 214.2 (344.721)                       | 1:54:09                               | 108.809                               | [ 16 ] |
| 2018 | 22/23 de abril | Josef Newgarden                       | Team Penske                           | Dallara                               | Chevrolet                             | 82*                                   | 195.2 (314.060)                       | 2:01:14                               | 93.335                                | [ 17 ] |
| 2019 | 7 de abril     | Takuma Satō                           | Rahal Letterman Lanigan Racing        | Dallara                               | Honda                                 | 90                                    | 214.2 (344.721)                       | 1:55:46                               | 107.272                               | [ 18 ] |
| 2020 | 5 de abril     | Cancelado por la pandemia de COVID-19 | Cancelado por la pandemia de COVID-19 | Cancelado por la pandemia de COVID-19 | Cancelado por la pandemia de COVID-19 | Cancelado por la pandemia de COVID-19 | Cancelado por la pandemia de COVID-19 | Cancelado por la pandemia de COVID-19 | Cancelado por la pandemia de COVID-19 | [ 19 ] |
| 2021 | 18 de abril    | Álex Palou                            | Chip Ganassi Racing                   | Dallara                               | Honda                                 | 90                                    | 214.2 (344.721)                       | 1:52:53                               | 110.025                               | [ 20 ] |
| 2022 | 1 de mayo      | Pato O'Ward                           | Arrow McLaren SP                      | Dallara                               | Chevrolet                             | 90                                    | 214.2 (344.721)                       | 1:48:39                               | 114.304                               | [ 21 ] |
| 2023 | 30 de abril    | Scott McLaughlin                      | Team Penske                           | Dallara                               | Chevrolet                             | 90                                    | 214.2 (344.721)                       | 1:47:58                               | 115.019                               | [ 22 ] |
| 2024 | 28 de abril    | Scott McLaughlin                      | Team Penske                           | Dallara                               | Chevrolet                             | 90                                    | 214.2 (344.721)                       | 1:56:45                               | 110.081                               | [ 23 ] |
| 2025 | 4 de mayo      | Álex Palou                            | Chip Ganassi Racing                   | Dallara                               | Honda                                 | 90                                    | 214.2 (344.721)                       | 1:46:33                               | 116.562                               | [ 24 ] |

- 2014: fuertes lluvias y relámpagos obligaron a retrasar la carrera y, finalmente, se redujo a una carrera terminada tras 1:40 h de competencia.
- 2018: las fuertes lluvias obligaron a retrasar la carrera y posponerla para el día siguiente después de 23 vueltas. La carrera se reanudó como una carrera cronometrada con aproximadamente 75 minutos restantes.